# JBLスーパーリーグ 2005-06
JBLスーパーリーグ 2005-06は、2005年から2006年にかけて開催されたJBLスーパーリーグである。

## 参加チーム
- 日立サンロッカーズ
- 東芝ブレイブサンダース
- トヨタ自動車アルバルク
- オーエスジーフェニックス
- アイシンシーホース
- 三菱電機メルコドルフィンズ
- 松下電器パナソニックスーパーカンガルーズ
- 福岡レッドファルコンズ

## 結果

### レギュラーシーズン順位
| 順位 | チーム名                                 | 成績     | 勝率 |
| ---- | ---------------------------------------- | -------- | ---- |
| 1    | トヨタ自動車アルバルク                   | 21勝5敗  | .808 |
| 2    | オーエスジーフェニックス                 | 16勝10敗 | .615 |
| 3    | 東芝ブレイブサンダース                   | 16勝10敗 | .615 |
| 4    | 日立サンロッカーズ                       | 15勝11敗 | .577 |
| 5    | アイシンシーホース                       | 11勝15敗 | .423 |
| 6    | 三菱電機メルコドルフィンズ               | 10勝16敗 | .385 |
| 7    | 松下電器パナソニックスーパーカンガルーズ | 9勝17敗  | .346 |
| 8    | 福岡レッドファルコンズ                   | 0勝14敗  | 棄権 |

### プレーオフ
セミファイナル
| 戦 | 勝者                                     | スコア | 敗者                           |
| -- | ---------------------------------------- | ------ | ------------------------------ |
| 1  | オーエスジーフェニックス レギュラー・2位 | 82-73  | 東芝ブレイブサンダース 同・3位 |
| 2  | オーエスジーフェニックス レギュラー・2位 | 87-80  | 東芝ブレイブサンダース 同・3位 |
| 1  | トヨタ自動車アルバルク 同・1位           | 76-57  | 日立サンロッカーズ 同・4位     |
| 2  | トヨタ自動車アルバルク 同・1位           | 74-82  | 日立サンロッカーズ 同・4位     |
| 3  | トヨタ自動車アルバルク 同・1位           | 79-69  | 日立サンロッカーズ 同・4位     |

ファイナル
| 戦 | 勝者                   | スコア | 敗者                     |
| -- | ---------------------- | ------ | ------------------------ |
| 1  | トヨタ自動車アルバルク | 74-79  | オーエスジーフェニックス |
| 2  | トヨタ自動車アルバルク | 98-85  | オーエスジーフェニックス |
| 3  | トヨタ自動車アルバルク | 88-85  | オーエスジーフェニックス |
| 4  | トヨタ自動車アルバルク | 77-66  | オーエスジーフェニックス |

### 最終順位
| 順位 | チーム名                                 |
| ---- | ---------------------------------------- |
| 1    | トヨタ自動車アルバルク                   |
| 2    | オーエスジーフェニックス                 |
| 3    | 東芝ブレイブサンダース                   |
| 4    | 日立サンロッカーズ                       |
| 5    | アイシンシーホース                       |
| 6    | 三菱電機メルコドルフィンズ               |
| 7    | 松下電器パナソニックスーパーカンガルーズ |
| 8    | 福岡レッドファルコンズ                   |

## JBLアウォード
MVP
- ドロン・パーキンズ（トヨタ自動車）

ルーキー・オブ・ザ・イヤー
- 川村卓也（オーエスジー）

コーチ・オブ・ザ・イヤー
- ジョン・パトリック（トヨタ自動車）

ベスト5
- PG ドロン・パーキンズ（トヨタ自動車）
- SG 北卓也（東芝）
- SF チャールズ・オバノン（トヨタ自動車）
- PF エイドリアン・カスタス（オーエスジー）
- C ジェラルド・ハニーカット（オーエスジー）

レフリー・オブ・ザ・イヤー
- 楢原章三

## 備考
- bjリーグ設立のため脱退した新潟アルビレックスに代わり、福岡レッドファルコンズが新規参入となったが、経営問題のため後半戦を前にリーグを脱退。なお、福岡のホームゲームとして予定された試合は他カードで穴埋めする形で対応した。